# Лоб'янка
Лоб'янка — річка в Росії, протікає територією Псковського району Псковської області. Довжина річки — 21 км. Починається на південь від села Апросьєве. Тече в загальному північно-західному напрямку через села Апросьево, Пересветово, Кірово, Морози, Байово. Гирло річки знаходиться за 25 км на правому березі річки Многі біля села Тянусове.

## Дані водного реєстру
За даними державного водного реєстру Росії відноситься до Балтійського басейнового округу, водогосподарська ділянка річки — Велика. Належить до річкового басейну річки Нарва (російська частина басейну). Код об'єкта в державному водному реєстрі — 01030000212102000029096.